# Сан (Луїзіана)
Сан (англ. Sun) — селище (англ. village) в США, в окрузі Сент-Таммані штату Луїзіана. Населення — 392 особи (2020).

## Географія
Сан розташований за координатами 30°39′1″ пн. ш. 89°54′16″ зх. д. / 30.65028° пн. ш. 89.90444° зх. д. (30.650199, -89.904337).  За даними Бюро перепису населення США в 2010 році селище мало площу 11,51 км², з яких 11,01 км² — суходіл та 0,49 км² — водойми.

## Демографія
Згідно з переписом 2010 року, у селищі мешкало 470 осіб у 194 домогосподарствах у складі 127 родин. Густота населення становила 41 особа/км².  Було 232 помешкання (20/км²).
Расовий склад населення:
| - 83,0 % — білих - 12,8 % — чорних або афроамериканців - 0,6 % — корінних американців - 0,4 % — азіатів - 0,2 % — вихідців з тихоокеанських островів - 1,7 % — осіб інших рас |

До двох чи більше рас належало 1,3 %. Частка іспаномовних становила 1,9 % від усіх жителів.
За віковим діапазоном населення розподілялося таким чином: 23,6 % — особи молодші 18 років, 64,1 % — особи у віці 18—64 років, 12,3 % — особи у віці 65 років та старші. Медіана віку мешканця становила 42,3 року. На 100 осіб жіночої статі у селищі припадало 102,6 чоловіків;  на 100 жінок у віці від 18 років та старших — 102,8 чоловіків також старших 18 років.
Середній дохід на одне домашнє господарство  становив 59 430 доларів США (медіана — 36 591), а середній дохід на одну сім'ю — 64 751 долар (медіана — 39 688). Медіана доходів становила 55 833 долари для чоловіків та 24 167 доларів для жінок. За межею бідності перебувало 18,0 % осіб, у тому числі 20,8 % дітей у віці до 18 років та 4,0 % осіб у віці 65 років та старших.
Цивільне працевлаштоване населення становило 122 особи. Основні галузі зайнятості: освіта, охорона здоров'я та соціальна допомога — 19,7 %, публічна адміністрація — 13,9 %, транспорт — 12,3 %, будівництво — 12,3 %.